# Plebiscyt Tygodnika Żużlowego 2001
12. Plebiscyt Tygodnika Żużlowego na najlepszego żużlowca Polski zorganizowano w 2001 roku.

## Wyniki

### Najpopularniejsi żużlowcy
1. Tomasz Gollob – Polonia Bydgoszcz
2. Krzysztof Cegielski – Wybrzeże Gdańsk
3. Jarosław Hampel – Polonia Piła
4. Sebastian Ułamek – WTS Wrocław
5. Grzegorz Walasek – Włókniarz Częstochowa
6. Piotr Protasiewicz – Polonia Bydgoszcz
7. Rafał Kurmański – ZKŻ Zielona Góra
8. Wiesław Jaguś – Apator Toruń
9. Rafał Okoniewski – Stal Gorzów Wielkopolski
10. Mirosław Kowalik – Apator Toruń

### Najpopularniejsi obcokrajowcy
1. Tony Rickardsson – Apator Toruń
2. Ryan Sullivan – Włókniarz Częstochowa
3. Jason Crump – Stal Gorzów Wielkopolski
4. Leigh Adams – Unia Leszno
5. Billy Hamill – ZKŻ Zielona Góra

### Najpopularniejsi trenerzy
1. Jan Ząbik – Apator Toruń
2. Marek Cieślak – WTS Wrocław i Jan Grabowski – RKM Rybnik
3. Jan Krzystyniak – Unia Leszno

### Inne wyróżnienia
- Objawienie sezonu: Krzysztof Kasprzak (Unia Leszno)
- Najsympatyczniejszy zawodnik: Jarosław Hampel (Polonia Piła)
- Mister elegancji: Mirosław Kowalik (Apator Toruń)
- Fair play: Grzegorz Walasek (Włókniarz Częstochowa)
- Widowiskowa Jazda: Krzysztof Cegielski (Wybrzeże Gdańsk)
- Pechowiec roku: Andrzej Szymański (ZKŻ Zielona Góra)
- Działacz roku: firma braci Terleckich Speedway Promotion
- Sędzia Roku: Ryszard Głód